# Južni Kočarnik
Južni Kočarnik (cyr. Јужни Кочарник) – wieś w Serbii, w okręgu raskim, w gminie Tutin. W 2011 roku liczyła 73 mieszkańców.